# Шато Ля Миссион О-Брион

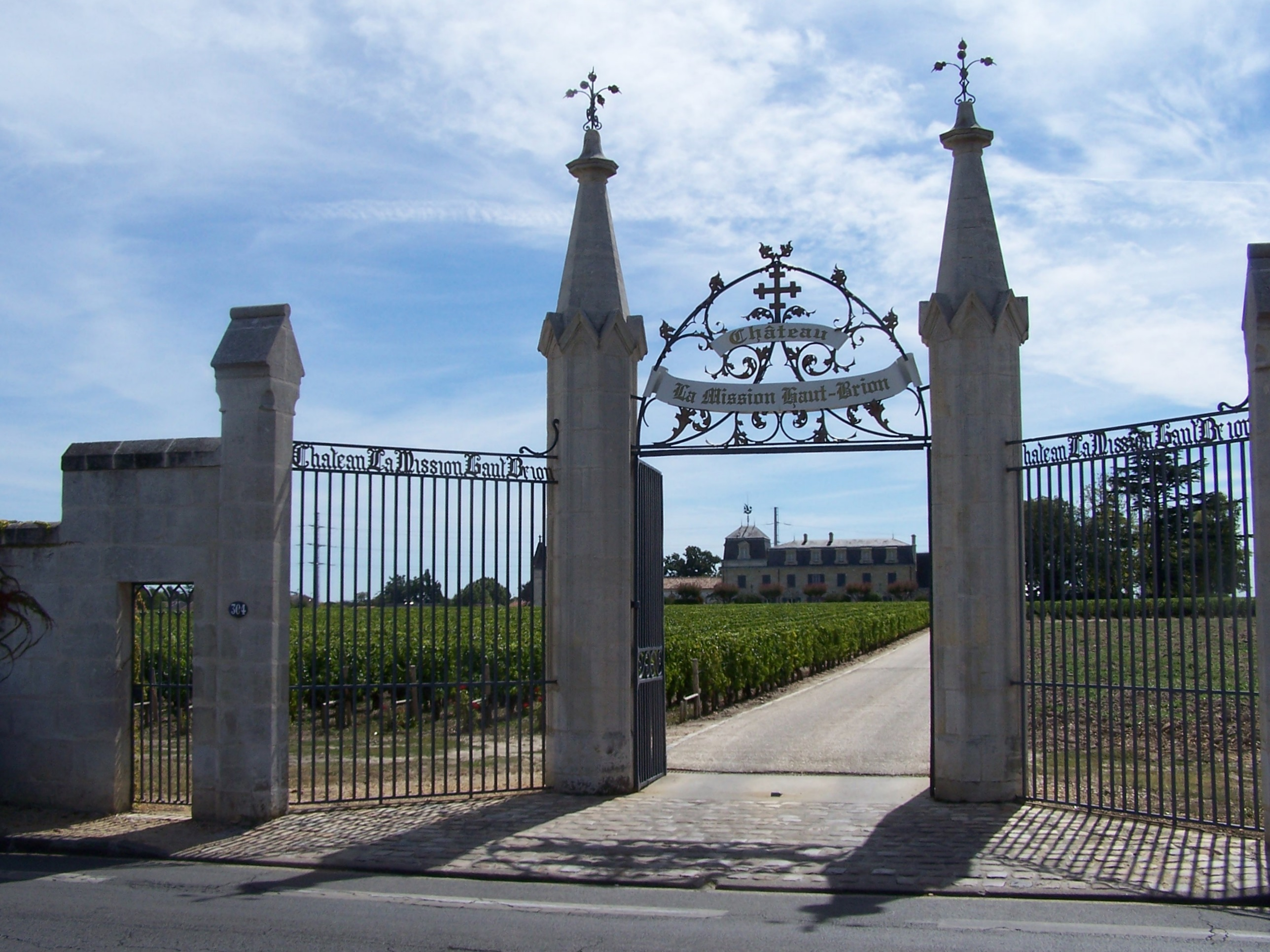
Въезд в поместье

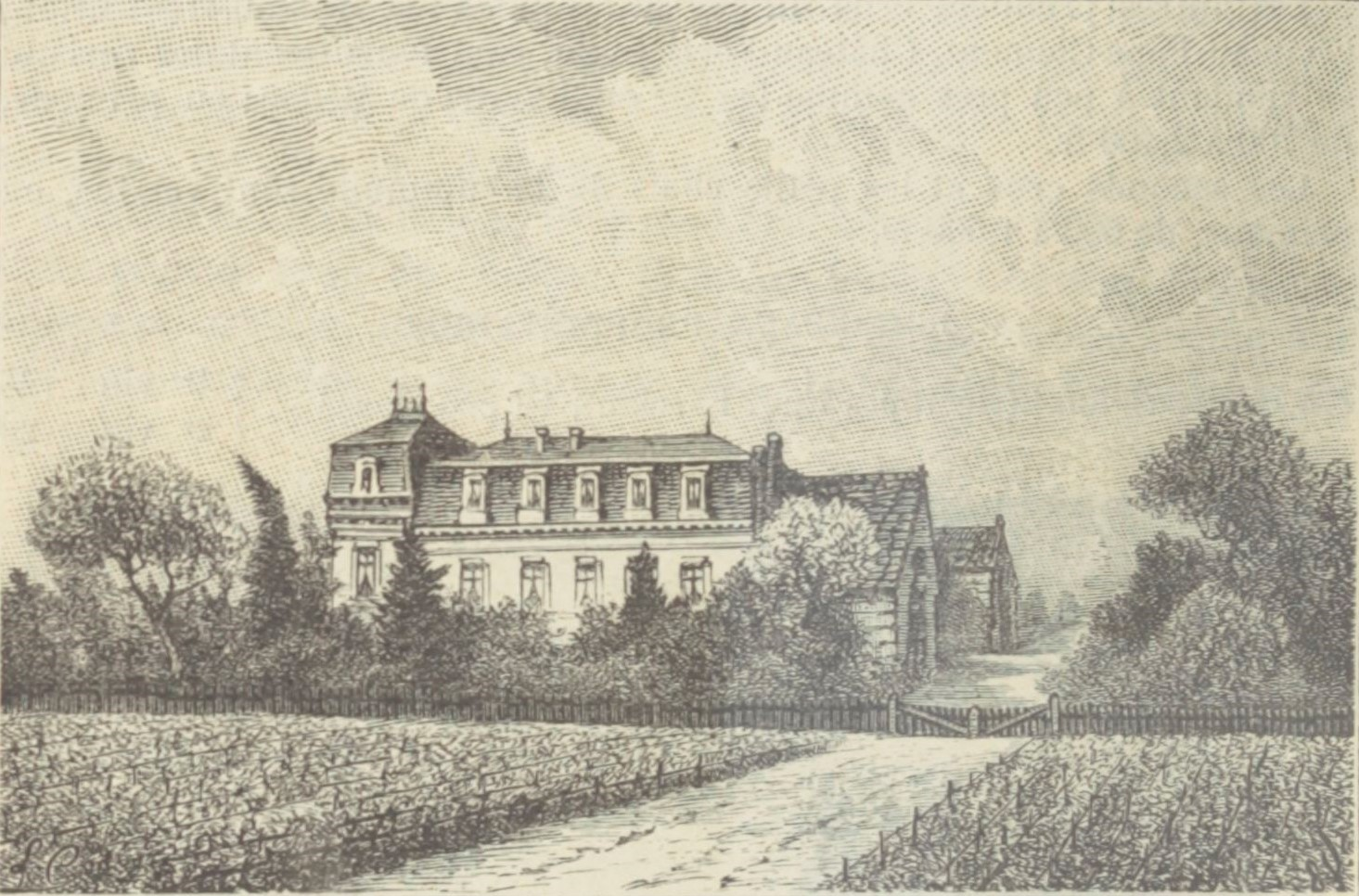
Шато Ля Миссион О-Брион в 1898 году

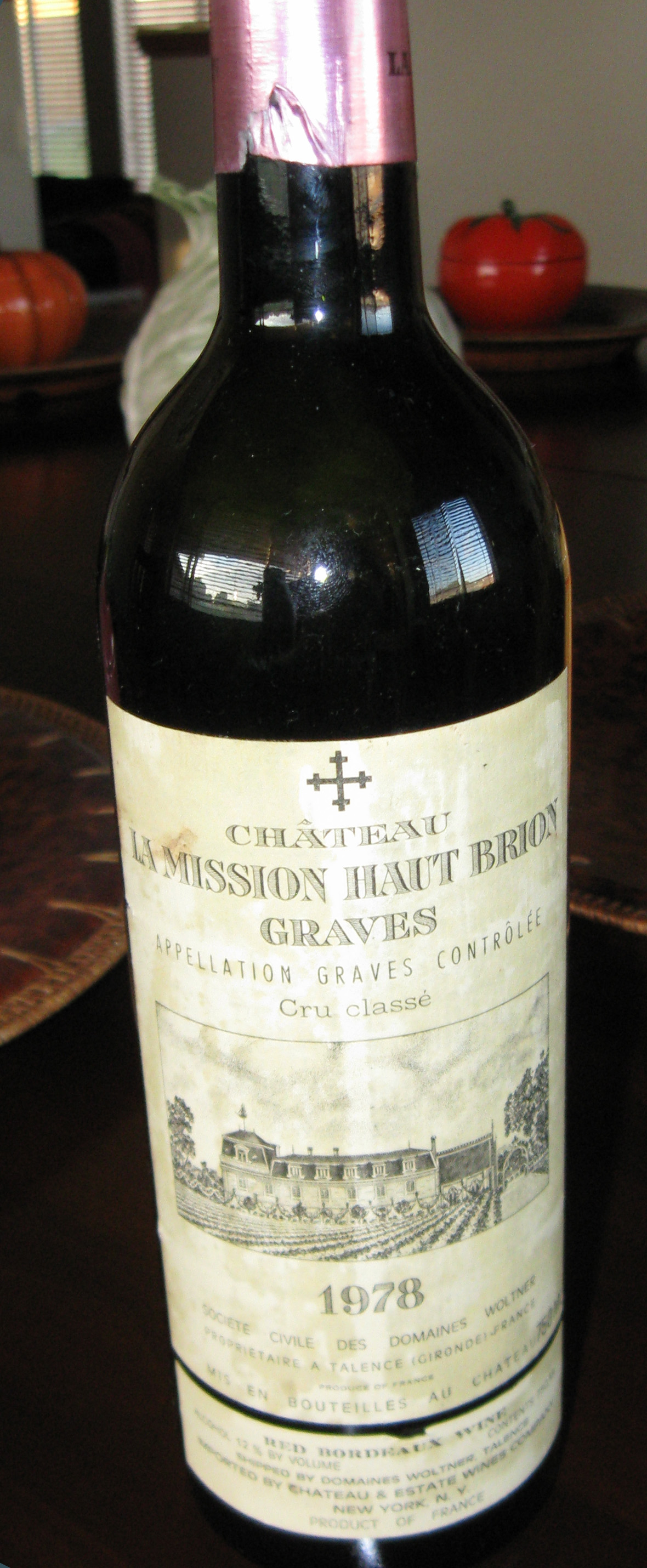
Château La Mission Haut-Brion урожая 1978 года

Шато Ля Миссион О-Брион (фр. Château La Mission Haut-Brion) — винодельческое хозяйство, расположенное в коммуне Таланс, относится к аппелласьону Пессак-Леоньян субрегиона Грав винодельческого региона Бордо. Производит сухие красные и белые вина. В 1953 году красное вино было включено в классификацию Грава.

## История
В 1540 году будущее винодельческое хозяйство было куплено Мари Арно Де Листоньяк. Ее внучка — Оливия — посвятила себя религии в 1664 году, и хозяйство перешло в управление монахов лазаритов. Они занимались производством красного вина. На территории шато ими была построена часовня. В 1792 году после Великой французской революции винодельня была конфискована и продана на аукционе. У шато сменилось четыре владельца. В 1919 семья Вольтнер приобрела его. С этого момента началось производство также белого вина. При Вольтнерах территория была украшена статуями и различными религиозными артефактами. После смерти Анри Вольнтера в 1974 году винодельня пришла в упадок. В 1983 году хозяйство было куплено семьей Диллон, которой принадлежало соседнее шато — Шато О-Брион (фр. Château Haut-Brion). Управлять им стал Жан-Бернар Дельма. Впоследствии его сын унаследовал этот пост. В 1987 была сделана реконструкция винодельни.

## Хозяйство
Шато занимает территорию площадью 26 гектар. Напротив — через дорогу — расположено хозяйство Шато О-Брион. Оба виноградника лежат на одном склоне со смешанной почвой из гравия и песка и глиной в подпочве в разных пропорциях, однако стиль их вин сильно разнится.
В 1970-е и начале 1980-х годов между двумя шато была конкуренция. В начале 2000-х годов у хозяйств уже был один управляющий. Шато руководит принц Роберт Люксембургский, который унаследовал этот пост у своей матери. В управлении ему помогает энолог Жан-Филипп Дельма.

## Вина
В отличие от соседнего Шато О-Брион, принапдлежащего тому же Domaine Clarence Dillon, вина этого шато не входят в официальную классификацию вин Бордо 1855 года.
Красные вина:
- Château La Mission Haut-Brion (12,5 %) — основное вино хозяйства. Производится из винограда сортов каберне-совиньон (48 %), мерло (45 %) и каберне-фран (7 %).
- La Chapelle de la mission (14,5 %) — второе вино хозяйства. Производится из винограда сортов каберне-совиньон (46 %), каберне-фран (44 %) и мерло (10 %)[3].
- Château Latour Haut-Brion (13 %) — выпускалось до 2006 года, затем урожай с этих участков стал использоваться преимущественно для производства вина La Chapelle de la mission. Состав — каберне-совиньон (45 %), каберне-фран (32 %), мерло (23 %).

Белые вина:
- Château La Mission Haut-Brion
- Laville Haut Brion (13,5 %) — более не производится, урожай стал использоваться для производства La Clarté. Состав: семильон (70 %), совиньон-блан (27 %) и мускадель (3 %).
- La Clarté de Haut-Brion – второе белое вино, производится из винограда хозяйств Шато Ля Миссион и соседнего с ним Шато О-Брион.

Также некоторое количество винограда используется для производства линейки красных, белых и розовых вин под маркой Clarendelle.